# Rhydian Richards
Rhydian Richards (* 8. Dezember 1975 in Merthyr Tydfil) ist ein walisischer Snookerspieler, der 2017 die walisische Snooker-Meisterschaft gewann.

## Karriere
Richards wurde 1975 in Merthyr Tydfil in Südwales geboren und lebte dort zumindest Ende der 2010er-Jahre immer noch. Als Snookerspieler machte er erstmals auf sich aufmerksam, als er 2006 beim IBSF World Grand Prix – einem Ersatzturnier für die entfallene Amateurweltmeisterschaft – in der Gruppenphase bei neun Partien nur gegen David Morris verlor und somit die Hauptrunde erreichte, in der er aber sofort gegen Simon Zammit verlor. Fünf Jahre später erreichte er bei der walisischen Snooker-Meisterschaft das Achtelfinale, unterlag in diesem aber David John. Im selben Jahr zog er bei der Amateur-Weltmeisterschaft erneut in die Hauptrunde ein, schied dort aber wieder mit der ersten Partie aus, als er diesmal gegen Kevin Van Hove verlor. Nachdem er 2012 erneut im Achtelfinale der walisischen Meisterschaft verloren hatte, überstand er auch im Jahr 2013 diese Runde nicht.
Im Jahr 2015 schaffte Richards zum wiederholten Male den Einzug in die Hauptrunde der Amateurweltmeisterschaft, verlor dort aber wieder im ersten Spiel, diesmal gegen seinen Landsmann Ben Jones. Nach einer mittelmäßigen Teilnahme an der walisischen Meisterschaft hatte er jedoch bei der Europameisterschaft 2016 großen Erfolg und besiegte mehrere gute Amateure, ehe er sich im Halbfinale seinem Landsmann Jamie Rhys Clarke geschlagen geben musste. Im selben Jahr gelang ihm bei der Amateurweltmeisterschaft auch erstmals ein Sieg in der Hauptrunde, indem er Iwan Kakowski besiegte, dann aber anschließend Lukas Kleckers unterlag. Bei der walisischen Meisterschaft konnte er aber seinen nächsten großen Erfolg verbuchen, als er unter anderem Kishan Hirani besiegte und das Finale erreichte, in dem er sich gegen den walisischen Top-Amateur Darren Morgan zum Meister kürte.
Noch im selben Jahr erreichte er bei der Amateurweltmeisterschaft erneut die zweite Runde der Hauptrunde und verlor dort gegen einen unbedeutenden Spieler aus Pakistan. 2018 wurde ihm eine Wildcard für die professionellen Welsh Open gegeben, bei denen er sich dank eines Sieges über Darren Morgan in der Wildcard-Runde für die Hauptrunde qualifizierte, auch wenn er in dieser knapp David Grace unterlag. Nachdem er 2019 zuerst im Achtelfinale der walisischen Meisterschaft gegen Tyler Rees verloren hatte, nahm er an verschiedenen Seniorenturnieren teil und konnte unter anderem die erste Hauptrunde der World Seniors Championship erreichen. 2020 unterlag er im Achtelfinale der Europameisterschaft dem Schotten Ross Muir, während er bei der walisischen Meisterschaft schon das Achtelfinale überstanden hatte, dann das Turnier aber im Zuge der COVID-19-Pandemie verschoben wurde. 2020 nimmt er zudem an der Q School teil.

## Erfolge
| Ausgang         | Jahr | Turnier                          | Finalgegner   | Ergebnis |
| --------------- | ---- | -------------------------------- | ------------- | -------- |
| Amateurturniere |      |                                  |               |          |
| Sieger          | 2017 | Walisische Snooker-Meisterschaft | Darren Morgan | 8:4      |